# 1575 w polityce
Wydarzenia polityczne w 1575 roku.

## Zmarli
- 8 marca Jerzy Jazłowiecki, hetman wielki koronny[1].